# Denzel Washington
Denzel Hayes Washington Jr., cunoscut ca Denzel Washington, (n. 28 decembrie 1954, Mount Vernon⁠(d), New York, SUA) este un actor, regizor și producător de film afroamerican, câștigător a două premii Oscar.

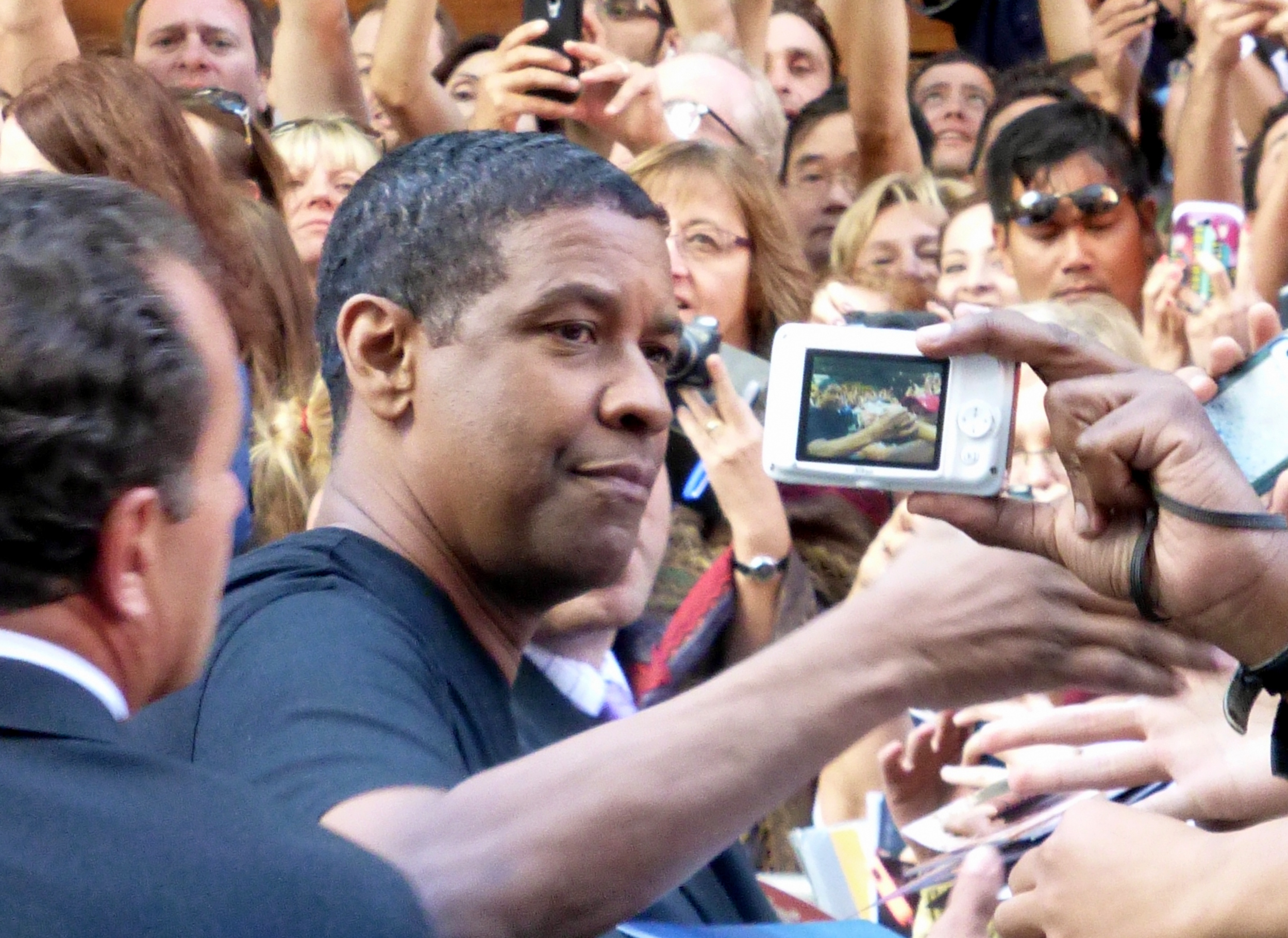
Washington la premiera filmului The Equalizer în 2014

## Cariera
Washington și-a făcut debutul profesional jucând în 1977 în filmul făcut pentru televiziune, Wilma. Debutul în filme de cinema și l-a făcut în 1981 cu filmul Carbon Copy.
Succesul său a căpătat amploare odată cu rolul din serialul de televiziune St. Elsewhere, difuzat din 1982 până în 1988. El a fost unul dintre puținii actori care au apărut în întregul serial pe perioada celor șase ani cât a rulat. În 1987, Washington a jucat rolul lui Steve Biko în Cry Freedom, un rol pentru care a primit o nominalizare la Oscar pentru "Cel mai bun actor în rol secundar".
În 1989, Washington a câștigat un Oscar pentru "Cel mai bun actor în rol secundar" pentru rolul unui fost sclav obraznic în filmul Glory. De asemenea, în același an, a jucat rolul unui soldat Caribian (nâscut englez) cu probleme de personalitate, Reuben James, în For Queen and Country.
În martie 1990 a jucat în filmul Mo' Better Blues ca Bleek Gilliam. În vara anului 1992 a jucat în filmul Mississippi Masala ca Demetrius Williams. Washington a jucat în 1992 în unul din cele mai criticate roluri ale lui, în filmul Malcolm X, regizat de Spike Lee. Rolul său ca un mare lider naționalist negru, i-a adus o nominalizare la Oscar. Criticul de film Roger Ebert și regizorul Martin Scorsese au numit filmul unul din cele mai bune zece filme realizate în anii '90.
Anul următor, în 1993, și-a asumat, iarăși, un risc în carieră jucând rolul Joe Miller, un avocat homofob al unui homosexual care suferea de SIDA în filmul Philadelphia. Până la mijlocul anilor '90 a devenit unul din cei mai respectați actori de la Hollywood jucând în câteva thrillere de succes, printre care The Pelican Brief și Crimson Tide, de asemenea în comedia Much Ado About Nothing alături de legendara Whitney Houston, în drama romantică The Preacher's Wife.
În 1999, Washington a jucat în The Hurricane, un film despre boxerul Rubin 'Hurricane' Carter, rol pentru care Washington a primit un premiu Golden Globe în 2000 și un premiu 'Silberner Bär' (Silver Berlin Bear) la Festivalul internațional de film de la Berlin.
În 2000, Washington a apărut în filmul Remember the Titans, care a strâns peste 100 de milioane de dolari la box office-ul United States. A fost nominalizat și a câștigat un Oscar pentru "Cel mai bun actor" pentru următorul său film în 2001, Training Day, ca Det. Alonzo Harris.
Washington deține recordul pentru cele mai multe nominalizări la Oscar ale unui actor afroamerican; până acum reușind acest lucru de cinci ori.
După ce a jucat în 2002 în filmul de succes, John Q., Washington a regizat primul său film, drama Antwone Fisher, în care a și jucat.
Între 2003 și 2004, Washington a apărut în câteva thrillere care au ieșit destul de bine la box office, dintre care Out of Time, Man on Fire și The Manchurian Candidate. În 2006 a jucat în Inside Man (alături de  Jodie Foster și Clive Owen) și  Déjà Vu lansat în noiembrie 2006.
În 2007, a jucat alături de Russell Crowe în American Gangster. Mai târziu, Denzel a regizat drama The Great Debaters în care a și jucat alături de Forest Whitaker. Următorul rol a lui Washington a fost ca șef de pază la un metrou din New York City - Walter Garber în The Taking of Pelham 1 2 3, un  remake a thriller-ului din '70, The Taking of Pelham One, Two Three, alături de John Travolta; filmul a apărut în iunie 2009.

## Filmografie
- Slab de inimă (1990)
- Mult zgomot pentru nimic (1993)